# Nuno Assis
Pour les articles homonymes, voir Assis.
Nuno Assis Lopes de Almeida est un footballeur international portugais né le 25 novembre 1977 à Lousã au Portugal. Il jouait au poste de milieu offensif.

## Biographie
Nuno Assis joue principalement en faveur du Vitoria Guimarães et du Benfica Lisbonne.
Il est sacré champion du Portugal en 2005 avec Benfica.
Nuno Assis reçoit par ailleurs 2 sélections en équipe du Portugal entre 2002 et 2009.

## Carrière
- 1992-1996 :  Sporting (centre de formation)
- 1996-1999 :  SC Lourinhanense (prêt)
- 1999-2000 :  FC Alverca (prêt)
- 2000-2001 :  Gil Vicente FC (prêt)
- 2001-2005 :  Vitoria Guimarães
- 2004-2008 :  Benfica
- 2008-2010 :  Vitoria Guimarães
- 2010-2011 :  Al Ittihad Djeddah
- 2011-2012 :  Vitória Guimarães
- 2012- :  Omonia Nicosie[1],[2]

## Palmarès
- Champion du Portugal en 2005 avec le Benfica Lisbonne
- Vainqueur de la Supercoupe du Portugal en 2005 avec le Benfica Lisbonne

## Statistiques

### En club
- 14 matchs et 0 but en Ligue des Champions
- 4 matchs et 0 but en Coupe UEFA
- 15 matchs et 1 but en Ligue Europa
- 282 matchs et 33 buts en 1re division portugaise

### En sélection
- 2 sélections et 0 but en équipe du Portugal entre 2002 et 2009
- 1 sélection et 0 but en équipe du Portugal espoirs lors de l'année 1998